# Campeonato de Copa Truck de 2021
O Campeonato de Copa Truck de 2021 será a 5.ª temporada de Copa Truck, um campeonato de disputa entre caminhões que substituiu a Fórmula Truck, extinta em 2017.

## Início da Temporada
Transmissão na TV
A grande novidade é a estreia na TV aberta: a partir de 2021, os Brutos vão brilhar na tela da Rede Bandeirantes, com todas as corridas sendo transmitidas ao vivo em rede nacional. Além da Band, qualquer pessoa ao redor do mundo poderá acompanhar as corridas, ao vivo, por meio dos canais oficiais da Copa Truck no Facebook e YouTube. As etapas também serão exibidas via TV por Assinatura, pelo canal SporTV.
Nova categoria e alterações técnicas visando a qualidade do espetáculo
A partir do próximo ano, a Copa Truck será dividida em duas categorias: além da divisão principal, teremos a Super Truck, destinada a pilotos novatos e/ou recentes na categoria. Esta nova classe terá pontuação e pódios próprios, mas largará juntamente com a divisão principal.
Na parte técnica, os caminhões terão uma redução e equalização da potência dos motores visando a redução de quebras e consequentemente de custos. Também haverá uma implementação de sistemas que ajudem no controle da emissão de fumaça.

## Equipes e Pilotos
Todos os pilotos são brasileiros.
| Equipe                      | Fabricante    | Pneu | No. | Piloto                | Etapas    |
| --------------------------- | ------------- | ---- | --- | --------------------- | --------- |
| Dakar Motorsport            | Iveco         | G    | 57  | Felipe Tozzo          | Todas     |
| Usual Iveco Racing          | Iveco         | G    | 2   | Valmir Benavides      | 1-7       |
| Usual Iveco Racing          | Iveco         | G    | 22  | Raphael Abbate        | 8         |
| Usual Iveco Racing          | Iveco         | G    | 4   | Felipe Giaffone       | Todas     |
| Usual Iveco Racing          | Iveco         | G    | 21  | Djalma Pivetta        | Todas     |
| AJ5 Eco Sports Reman Brasil | Reman Brasil  | G    | 5   | Adalberto Jardim      | Todas     |
| R9 Competições              | Volkswagen    | G    | 7   | Débora Rodrigues      | Todas     |
| R9 Competições              | Volkswagen    | G    | 15  | Roberval Andrade      | Todas     |
| R9 Competições              | Volkswagen    | G    | 55  | Paulo Salustiano      | Todas     |
| R9 Competições              | Volkswagen    | G    | 81  | José Augusto Dias     | Todas     |
| R9 Competições              | Volkswagen    | G    | 88  | Beto Monteiro         | Todas     |
| R9 Competições              | MAN SE        | G    | 00  | Danilo Alamini        | Todas     |
| FF Motorsport               | Protótipo     | G    | 8   | Rodrigo Pimenta       | 1-4 e 6-8 |
| FF Motorsport               | Protótipo     | G    | 27  | Fábio Fogaça          | Todas     |
| FF Motorsport               | Protótipo     | G    | 26  | Sérgio Ramalho        | 5         |
| AM Motorsport               | Mercedes-Benz | G    | 6   | Wellington Cirino     | Todas     |
| AM Motorsport               | Mercedes-Benz | G    | 90  | Giuliano Losacco      | Todas     |
| AM Motorsport               | Mercedes-Benz | G    | 77  | André Marques         | Todas     |
| ADF Competições             | Mercedes-Benz | G    | 25  | Jaidson Zini          | Todas     |
| ADF Competições             | Mercedes-Benz | G    | 64  | Evandro Camargo       | 1-4 e 6-8 |
| Boessio Competições         | Volvo         | G    | 85  | Maicon Roncen         | 1-2       |
| Boessio Competições         | Volvo         | G    | 83  | Régis Boéssio         | 5-7       |
| PP Motorsport               | Mercedes-Benz | G    | 28  | Danilo Dirani         | Todas     |
| PP Motorsport               | Mercedes-Benz | G    | 29  | Pedro Paulo Fernandes | Todas     |
| BRUTO Motorsports           | Scania        | G    | 3   | Ricardo Alvarez       | 2-4 e 6-8 |
| Lucar Autosport             | Iveco         | G    | 99  | Luiz Lopes            | Todas     |
| LT Team                     | Volvo         | G    | 115 | Carlos Machado        | 1         |
| LT Team                     | Volvo         | G    | 73  | Leandro Totti         | 3-4       |
| AM Super                    | Mercedes-Benz | G    | 31  | Glauco Barros         | Todas     |
| AM Super                    | Mercedes-Benz | G    | 45  | Daniel Kelemen        | Todas     |

## Calendário

### Etapas
| #                                               | Data          | Grande Prêmio              | Circuito                              | Local           | Horário   | Info   |
| ----------------------------------------------- | ------------- | -------------------------- | ------------------------------------- | --------------- | --------- | ------ |
| 1                                               | 23 de Maio    | Grande Prêmio de Goiás     | Autódromo Ayrton Senna                | Goiânia, GO     | 14h08     | [ 9 ]  |
| 2                                               | 27 de Junho   | Grande Prêmio de São Paulo | Autódromo Internacional de Interlagos | São Paulo, SP   | 13h00     | [ 10 ] |
| 3                                               | 17 de julho   | Grande Prêmio de Cascavel  | Autódromo Internacional de Cascavel   | Cascavel, PR    | 15h00     | [ 11 ] |
| 4                                               | 18 de Julho   | Grande Prêmio de Cascavel  | Autódromo Internacional de Cascavel   | Cascavel, PR    | 14h45     | [ 12 ] |
| 5                                               | 15 de Agosto  | Grande Prêmio de Tarumã    | Autódromo de Tarumã                   | Viamão, RS      | 14h05     | [ 13 ] |
| 6                                               | 4 de setembro | Grande Prêmio de Curitiba  | Autódromo Internacional de Curitiba   | Curitiba, PR    | 14h13     | [ 14 ] |
| 7                                               | 5 de setembro | Grande Prêmio de Curitiba  | Autódromo Internacional de Curitiba   | Curitiba, PR    | 14h13     | [ 15 ] |
| 8                                               | 3 de Outubro  | Grande Prêmio de Potenza   | Autódromo Potenza                     | Lima Duarte, MG | 13h15     | [ 16 ] |
| 9                                               | 5 de Dezembro | Grande Prêmio de Curitiba  | Autódromo Internacional de Curitiba   | Curitiba, PR    | 11h00     |        |
| Corrida cancelada devido a Pandemia de COVID-19 |               |                            |                                       |                 |           |        |
| -                                               | 11 de Abril   | Grande Prêmio de Curitiba  | Autódromo Internacional de Curitiba   | Curitiba, PR    | Cancelada | [ 17 ] |

### Resultados
| # | Circuito                   | Data          | Pole Position     | Volta mais rápida | Piloto Vencedor   | Equipe Vencedora    | Caminhão      | Info   |
| - | -------------------------- | ------------- | ----------------- | ----------------- | ----------------- | ------------------- | ------------- | ------ |
| 1 | Grande Prêmio de Goiás     | 23 de Maio    | Felipe Giaffone   | Felipe Giaffone   | Felipe Giaffone   | Usual Iveco Racing  | Iveco         | [ 18 ] |
| 1 | Grande Prêmio de Goiás     | 23 de Maio    | Sem Disputa       | André Marques     | André Marques     | AM Motorsport       | Mercedes-Benz | [ 19 ] |
| 2 | Grande Prêmio de São Paulo | 27 de Junho   | Wellington Cirino | Roberval Andrade  | Wellington Cirino | AM Motorsport       | Mercedes-Benz | [ 20 ] |
| 2 | Grande Prêmio de São Paulo | 27 de Junho   | Sem Disputa       | Paulo Salustiano  | Paulo Salustiano  | R9 Competições      | Volkswagen    | [ 21 ] |
| 3 | Grande Prêmio de Cascavel  | 17 de julho   | Wellington Cirino | André Marques     | André Marques     | AM Motorsport       | Mercedes-Benz | [ 22 ] |
| 3 | Grande Prêmio de Cascavel  | 17 de julho   | Sem Disputa       | André Marques     | Danilo Dirani     | PP Motorsport       | Mercedes-Benz | [ 23 ] |
| 4 | Grande Prêmio de Cascavel  | 18 de Julho   | André Marques     | André Marques     | André Marques     | AM Motorsport       | Mercedes-Benz | [ 24 ] |
| 4 | Grande Prêmio de Cascavel  | 18 de Julho   | Sem Disputa       | Danilo Dirani     | Danilo Dirani     | PP Motorsport       | Mercedes-Benz | [ 25 ] |
| 5 | Grande Prêmio de Tarumã    | 15 de Agosto  | André Marques     | André Marques     | André Marques     | AM Motorsport       | Mercedes-Benz | [ 26 ] |
| 5 | Grande Prêmio de Tarumã    | 15 de Agosto  | Sem Disputa       | Régis Boéssio     | Régis Boéssio     | Boessio Competições | Volvo         | [ 27 ] |
| 6 | Grande Prêmio de Curitiba  | 4 de setembro | Beto Monteiro     | Beto Monteiro     | Beto Monteiro     | R9 Competições      | Volkswagen    | [ 28 ] |
| 6 | Grande Prêmio de Curitiba  | 4 de setembro | Sem Disputa       | Beto Monteiro     | Beto Monteiro     | R9 Competições      | Volkswagen    | [ 29 ] |
| 7 | Grande Prêmio de Curitiba  | 5 de setembro | Beto Monteiro     | André Marques     | André Marques     | AM Motorsport       | Mercedes-Benz | [ 30 ] |
| 7 | Grande Prêmio de Curitiba  | 5 de setembro | Sem Disputa       | André Marques     | André Marques     | AM Motorsport       | Mercedes-Benz | [ 31 ] |
| 8 | Grande Prêmio de Potenza   | 3 de Outubro  | Felipe Giaffone   | Felipe Giaffone   | Felipe Giaffone   | Usual Iveco Racing  | Iveco         | [ 32 ] |
| 8 | Grande Prêmio de Potenza   | 3 de Outubro  | Sem Disputa       | Paulo Salustiano  | Danilo Dirani     | PP Motorsport       | Mercedes-Benz | [ 33 ] |
| 9 | Grande Prêmio de Curitiba  | 5 de Dezembro | Paulo Salustiano  | Paulo Salustiano  | Paulo Salustiano  | PP Motorsport       | Mercedes-Benz | [ 34 ] |
| 9 | Grande Prêmio de Curitiba  | 5 de Dezembro | Sem Disputa       | Beto Monteiro     | Beto Monteiro     | R9 Competições      | Volkswagen    | [ 35 ] |

Obs: Calendário com pendências e sujeito a mudanças devido a pandemia do COVID-19.

## Classificação Geral

### Categoria Pro
| Pos | Piloto                | GOI | GOI | INT | INT | CAS | CAS | CAS | CAS | TAR | TAR | CTB | CTB | CTB | CTB | POT | POT | CTB | CTB | Pts |
| --- | --------------------- | --- | --- | --- | --- | --- | --- | --- | --- | --- | --- | --- | --- | --- | --- | --- | --- | --- | --- | --- |
| 1   | André Marques         | 3   | 1   | 6   | 7   | 1   | 8   | 1   | 6   | 1   | 6   | RET | 2   | 1   | 1   | 3   | 3   | 3   | 4   | 257 |
| 2   | Wellington Cirino     | 4   | 2   | 1   | 4   | 2   | 5   | 2   | 8   | 2   | 5   | 3   | 3   | 3   | RET | 9   | 6   | 2   | 5   | 244 |
| 3   | Felipe Giaffone       | 1   | RET | 4   | 3   | 8   | 2   | 8   | 5   | 4   | 9   | 2   | 4   | 2   | 2   | 1   | 7   | 6   | 2   | 239 |
| 4   | Paulo Salustiano      | RET | NL  | 2   | 1   | 6   | 4   | 6   | 4   | 3   | 3   | 15  | NL  | RET | 3   | 4   | 2   | 1   | 3   | 218 |
| 5   | Beto Monteiro         | DSQ | DSQ | 3   | 6   | 5   | 3   | 3   | 7   | 15  | 8   | 1   | 1   | RET | 13  | 2   | 5   | 8   | 1   | 197 |
| 6   | Luiz Lopes            | 12  | 10  | 11  | 13  | 9   | 13  | 12  | 12  | 14  | 17  | 9   | 10  | 16  | RET | 12  | RET | 15  | 10  | 150 |
| 7   | Danilo Dirani         | RET | NL  | RET | NL  | 3   | 1   | 5   | 1   | 9   | 15  | RET | NL  | RET | RET | 7   | 1   | 4   | 6   | 145 |
| 8   | Adalberto Jardim      | 6   | RET | 12  | 8   | 11  | 10  | 13  | 11  | 10  | 14  | RET | 7   | 5   | 7   | 6   | 4   | RET | RET | 144 |
| 9   | Roberval Andrade      | DSQ | DSQ | 5   | 2   | 4   | 6   | 4   | 3   | RET | NL  | RET | NL  | 8   | RET | 5   | RET | 5   | 8   | 143 |
| 10  | Jaidson Zini          | 14  | 7   | 8   | 12  | 17  | 18  | 10  | 9   | 7   | 2   | RET | RET | RET | RET | 8   | 9   | RET | RET | 128 |
| 11  | Valmir Benavides      | 7   | 6   | 17  | 10  | 7   | 7   | 15  | RET | 17  | 11  | RET | NL  | 18  | RET |     |     | 11  | 9   | 124 |
| 12  | Débora Rodrigues      | RET | NL  | 15  | 11  | RET | NL  | 16  | 13  | 18  | 13  | 4   | 6   | 15  | 5   | 17  | RET | 9   | 14  | 123 |
| 13  | Giuliano Losacco      | 2   | 3   | 19  | NL  | 10  | RET | 11  | RET | 5   | 7   | 10  | 13  | 14  | 8   | 18  | 17  | 7   | RET | 107 |
| 14  | Felipe Tozzo          | 5   | 5   | 10  | 18  | 12  | 9   | 9   | 10  | RET | NL  | 16  | 12  | 6   | 10  | 13  | 8   | 10  | 11  | 106 |
| 15  | José Augusto Dias     | 9   | 4   | Wth | Wth | 13  | RET | 14  | 18  | 11  | 10  | 6   | 5   | 4   | 6   | 20  | 12  | 20  | 18  | 102 |
| 16  | Fábio Fogaça          | RET | NL  | 9   | RET | 18  | NL  | 22  | RET | 6   | 4   | 5   | 8   | 11  | RET | RET | NL  | 12  | RET | 77  |
| 17  | Danilo Alamini        | RET | RET | 18  | 14  | 14  | 11  | 20  | 15  | 21  | 18  | 8   | 9   | 7   | 4   | RET | NL  | 14  | 7   | 71  |
| 18  | Evandro Camargo       | 8   | 8   | 20  | 9   | RET | 12  | 18  | 14  |     |     | 7   | 11  | 9   | 16  | 21  | RET | 16  | 12  | 66  |
| 19  | Djalma Pivetta        | 11  | 9   | 13  | RET | 16  | 15  | RET | RET | 20  | 16  | 11  | 14  | 10  | 11  | 16  | 16  | 17  | 13  | 63  |
| 20  | Pedro Paulo Fernandes | RET | NL  | 7   | 5   | RET | NL  | RET | RET | 12  | 20  | 14  | NL  | RET | RET | 15  | 10  | 13  | RET | 45  |
| 21  | Régis Boéssio         |     |     |     |     |     |     |     |     | 8   | 1   | RET | NL  | RET | 15  |     |     | RET | RET | 41  |
| 22  | Glauco Barros         | 13  | 11  | 16  | 15  | 15  | 14  | 17  | 16  | 16  | 19  | 13  | 15  | 13  | 12  | 22  | RET | 18  | RET | 39  |
| 23  | Leandro Totti         |     |     |     |     | RET | NL  | 7   | 2   |     |     |     |     |     |     |     |     |     |     | 29  |
| 24  | Daniel Kelemen        | 10  | RET | RET | 16  | 19  | 16  | 19  | 17  | 19  | 21  | RET | 16  | 12  | 9   | 10  | 15  | 19  | 16  | 25  |
| 25  | Pedro Muffato         |     |     |     |     |     |     |     |     |     |     |     |     |     |     |     |     | 23  | 17  | 14  |
| 26  | Sérgio Ramalho        |     |     |     |     |     |     |     |     | 13  | 12  |     |     |     |     |     |     |     |     | 11  |
| 27  | Ricardo Alvarez       |     |     | 14  | 17  | 21  | 17  | 21  | 19  |     |     | RET | 17  | 17  | 14  | 19  | 14  | RET | RET | 8   |
| 28  | Rodrigo Pimenta       | RET | RET | RET | NL  | 20  | RET | 23  | 20  |     |     | 12  | RET | NL  | RET | 11  | 11  | 22  | RET | 8   |
| 29  | Rodrigo Taborda       |     |     |     |     |     |     |     |     |     |     |     |     |     |     |     |     | 21  | 15  | 1   |
| 30  | Raphael Abbate        |     |     |     |     |     |     |     |     |     |     |     |     |     |     | 14  | 13  |     |     | 0   |
| 31  | Maicon Roncen         | RET | NL  | RET | NL  |     |     |     |     |     |     |     |     |     |     |     |     |     |     | 0   |
| 32  | Luciano Burti         |     |     |     |     |     |     |     |     | RET | RET |     |     |     |     |     |     |     |     | 0   |
| 33  | Carlos Machado        | DSQ | DSQ |     |     |     |     |     |     |     |     |     |     |     |     |     |     |     |     | 0   |
| Pos | Piloto                | GOI | GOI | INT | INT | CAS | CAS | CAS | CAS | TAR | TAR | CTB | CTB | CTB | CTB | POT | POT | CTB | CTB | Pts |

| Cor          | Resultado                            |
| ------------ | ------------------------------------ |
| Ouro         | Vencedor                             |
| Prata        | 2.º lugar                            |
| Bronze       | 3.º lugar                            |
| Verde        | 4.º e 5.º lugares                    |
| Azul claro   | 6.º–10.º lugares                     |
| Azul escuro  | Completou a corrida (fora do Top 10) |
| Roxo         | Não completou a corrida              |
| Vermelho     | Não se classificou (NQ)              |
| Marrom       | Retirou-se da corrida (Wth)          |
| Preto        | Desclassificado (DSQ)                |
| Caqui escuro | Não largou (NL)                      |
| Caqui escuro | Abandonou a corrida (C)              |
| Vazio        | Não participou                       |

| Pos | Piloto                | GOI | GOI | INT | INT | CAS | CAS | CAS | CAS | TAR | TAR | CTB | CTB | CTB | CTB | POT | POT | CTB | CTB | Pts |
| --- | --------------------- | --- | --- | --- | --- | --- | --- | --- | --- | --- | --- | --- | --- | --- | --- | --- | --- | --- | --- | --- |
| 1   | André Marques         | 3   | 1   | 6   | 7   | 1   | 8   | 1   | 6   | 1   | 6   | RET | 2   | 1   | 1   | 3   | 3   | 3   | 4   | 257 |
| 2   | Wellington Cirino     | 4   | 2   | 1   | 4   | 2   | 5   | 2   | 8   | 2   | 5   | 3   | 3   | 3   | RET | 9   | 6   | 2   | 5   | 244 |
| 3   | Felipe Giaffone       | 1   | RET | 4   | 3   | 8   | 2   | 8   | 5   | 4   | 9   | 2   | 4   | 2   | 2   | 1   | 7   | 6   | 2   | 239 |
| 4   | Paulo Salustiano      | RET | NL  | 2   | 1   | 6   | 4   | 6   | 4   | 3   | 3   | 15  | NL  | RET | 3   | 4   | 2   | 1   | 3   | 218 |
| 5   | Beto Monteiro         | DSQ | DSQ | 3   | 6   | 5   | 3   | 3   | 7   | 15  | 8   | 1   | 1   | RET | 13  | 2   | 5   | 8   | 1   | 197 |
| 6   | Luiz Lopes            | 12  | 10  | 11  | 13  | 9   | 13  | 12  | 12  | 14  | 17  | 9   | 10  | 16  | RET | 12  | RET | 15  | 10  | 150 |
| 7   | Danilo Dirani         | RET | NL  | RET | NL  | 3   | 1   | 5   | 1   | 9   | 15  | RET | NL  | RET | RET | 7   | 1   | 4   | 6   | 145 |
| 8   | Adalberto Jardim      | 6   | RET | 12  | 8   | 11  | 10  | 13  | 11  | 10  | 14  | RET | 7   | 5   | 7   | 6   | 4   | RET | RET | 144 |
| 9   | Roberval Andrade      | DSQ | DSQ | 5   | 2   | 4   | 6   | 4   | 3   | RET | NL  | RET | NL  | 8   | RET | 5   | RET | 5   | 8   | 143 |
| 10  | Jaidson Zini          | 14  | 7   | 8   | 12  | 17  | 18  | 10  | 9   | 7   | 2   | RET | RET | RET | RET | 8   | 9   | RET | RET | 128 |
| 11  | Valmir Benavides      | 7   | 6   | 17  | 10  | 7   | 7   | 15  | RET | 17  | 11  | RET | NL  | 18  | RET |     |     | 11  | 9   | 124 |
| 12  | Débora Rodrigues      | RET | NL  | 15  | 11  | RET | NL  | 16  | 13  | 18  | 13  | 4   | 6   | 15  | 5   | 17  | RET | 9   | 14  | 123 |
| 13  | Giuliano Losacco      | 2   | 3   | 19  | NL  | 10  | RET | 11  | RET | 5   | 7   | 10  | 13  | 14  | 8   | 18  | 17  | 7   | RET | 107 |
| 14  | Felipe Tozzo          | 5   | 5   | 10  | 18  | 12  | 9   | 9   | 10  | RET | NL  | 16  | 12  | 6   | 10  | 13  | 8   | 10  | 11  | 106 |
| 15  | José Augusto Dias     | 9   | 4   | Wth | Wth | 13  | RET | 14  | 18  | 11  | 10  | 6   | 5   | 4   | 6   | 20  | 12  | 20  | 18  | 102 |
| 16  | Fábio Fogaça          | RET | NL  | 9   | RET | 18  | NL  | 22  | RET | 6   | 4   | 5   | 8   | 11  | RET | RET | NL  | 12  | RET | 77  |
| 17  | Danilo Alamini        | RET | RET | 18  | 14  | 14  | 11  | 20  | 15  | 21  | 18  | 8   | 9   | 7   | 4   | RET | NL  | 14  | 7   | 71  |
| 18  | Evandro Camargo       | 8   | 8   | 20  | 9   | RET | 12  | 18  | 14  |     |     | 7   | 11  | 9   | 16  | 21  | RET | 16  | 12  | 66  |
| 19  | Djalma Pivetta        | 11  | 9   | 13  | RET | 16  | 15  | RET | RET | 20  | 16  | 11  | 14  | 10  | 11  | 16  | 16  | 17  | 13  | 63  |
| 20  | Pedro Paulo Fernandes | RET | NL  | 7   | 5   | RET | NL  | RET | RET | 12  | 20  | 14  | NL  | RET | RET | 15  | 10  | 13  | RET | 45  |
| 21  | Régis Boéssio         |     |     |     |     |     |     |     |     | 8   | 1   | RET | NL  | RET | 15  |     |     | RET | RET | 41  |
| 22  | Glauco Barros         | 13  | 11  | 16  | 15  | 15  | 14  | 17  | 16  | 16  | 19  | 13  | 15  | 13  | 12  | 22  | RET | 18  | RET | 39  |
| 23  | Leandro Totti         |     |     |     |     | RET | NL  | 7   | 2   |     |     |     |     |     |     |     |     |     |     | 29  |
| 24  | Daniel Kelemen        | 10  | RET | RET | 16  | 19  | 16  | 19  | 17  | 19  | 21  | RET | 16  | 12  | 9   | 10  | 15  | 19  | 16  | 25  |
| 25  | Pedro Muffato         |     |     |     |     |     |     |     |     |     |     |     |     |     |     |     |     | 23  | 17  | 14  |
| 26  | Sérgio Ramalho        |     |     |     |     |     |     |     |     | 13  | 12  |     |     |     |     |     |     |     |     | 11  |
| 27  | Ricardo Alvarez       |     |     | 14  | 17  | 21  | 17  | 21  | 19  |     |     | RET | 17  | 17  | 14  | 19  | 14  | RET | RET | 8   |
| 28  | Rodrigo Pimenta       | RET | RET | RET | NL  | 20  | RET | 23  | 20  |     |     | 12  | RET | NL  | RET | 11  | 11  | 22  | RET | 8   |
| 29  | Rodrigo Taborda       |     |     |     |     |     |     |     |     |     |     |     |     |     |     |     |     | 21  | 15  | 1   |
| 30  | Raphael Abbate        |     |     |     |     |     |     |     |     |     |     |     |     |     |     | 14  | 13  |     |     | 0   |
| 31  | Maicon Roncen         | RET | NL  | RET | NL  |     |     |     |     |     |     |     |     |     |     |     |     |     |     | 0   |
| 32  | Luciano Burti         |     |     |     |     |     |     |     |     | RET | RET |     |     |     |     |     |     |     |     | 0   |
| 33  | Carlos Machado        | DSQ | DSQ |     |     |     |     |     |     |     |     |     |     |     |     |     |     |     |     | 0   |
| Pos | Piloto                | GOI | GOI | INT | INT | CAS | CAS | CAS | CAS | TAR | TAR | CTB | CTB | CTB | CTB | POT | POT | CTB | CTB | Pts |

| Cor          | Resultado                            |
| ------------ | ------------------------------------ |
| Ouro         | Vencedor                             |
| Prata        | 2.º lugar                            |
| Bronze       | 3.º lugar                            |
| Verde        | 4.º e 5.º lugares                    |
| Azul claro   | 6.º–10.º lugares                     |
| Azul escuro  | Completou a corrida (fora do Top 10) |
| Roxo         | Não completou a corrida              |
| Vermelho     | Não se classificou (NQ)              |
| Marrom       | Retirou-se da corrida (Wth)          |
| Preto        | Desclassificado (DSQ)                |
| Caqui escuro | Não largou (NL)                      |
| Caqui escuro | Abandonou a corrida (C)              |
| Vazio        | Não participou                       |